# Stenstuen (Gærum)

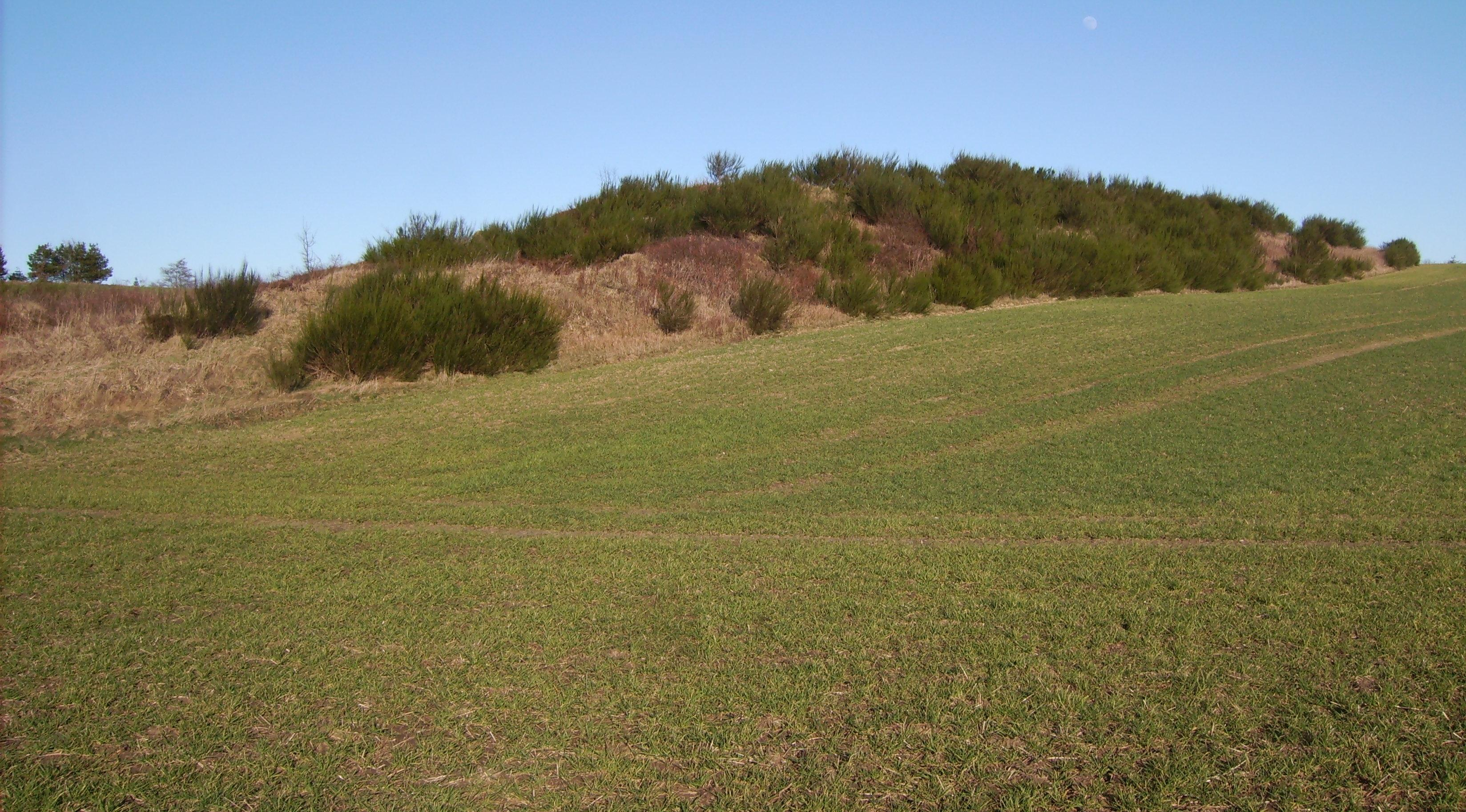
Stenstuen

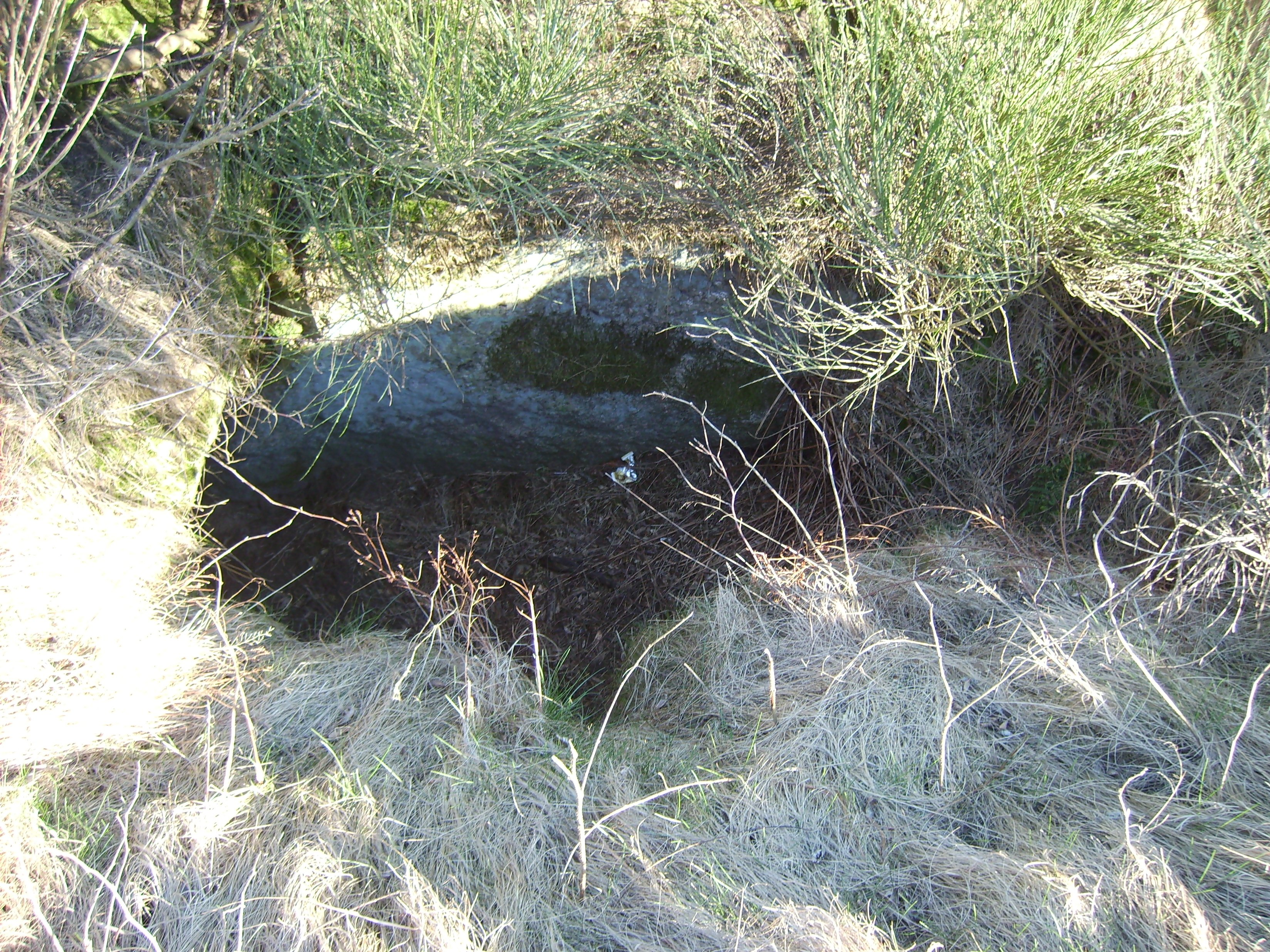
Kammer der Stenstuen

Der Langdysse Stenstuen ( „Steinstube“) ist ein Dolmen am Kragkærvej, südwestlich von Frederikshavn und 420 Meter nördlich der Gærum-Kirche auf der Insel Vendsyssel-Thy in Nordjütland in Dänemark. Das etwa 68 Meter lange Hünenbett ist noch von 57 Randsteinen umgeben und hat am östlichen Ende die Kammer eines erweiterten Dolmens. Der Dolmen stammt aus der Jungsteinzeit etwa 3500–2800 v. Chr. und ist eine Megalithanlage der Trichterbecherkultur (TBK).
Eine gut erhaltene Steinkiste aus der jüngeren Steinzeit liegt auf dem Bauernhof Ledet am Faurholtvej 79. Auf dem 121 Meter hohen „Kigud“ liegt ein Großhügel. Bei Donbækgårdene finden sich Hunderte von Grabhügeln aus der Bronzezeit.